# Jake Siegel
Jake Siegel é um ator norte-americano que se tornou mais conhecido por interpretar o papel Mike "Cooze" Coozeman em American Pie Presents: The Naked Mile e American Pie Presents: Beta House.

## Filmografia
Filmes para televisão
- 2006 - American Pie Presents: The Naked Mile (Mike "Cooze" Coozeman)
- 2006 - "The Need"
- 2007 - American Pie Presents: Beta House (Mike "Cooze" Coozeman)
- 2009 - "Nice knowing you"

Séries de televisão
- 2006 - Commander in Chief (1 episódio)
- 2009 - iCarly (1 episódio)